# Bona Espero
La Fazenda-Escola Bona Espero (in italiano, "buona speranza") è una comunità per bambini poveri fondata in Brasile nel 1957 dagli esperantisti torinesi Giuseppe e Ursula Grattapaglia, e riconosciuta dal governo brasiliano come organizzazione di pubblica utilità. Si trova a Alto Paraíso de Goiás, nello stato Goiás e utilizza l'esperanto come strumento di comunicazione della comunità.
Gli adulti sono vegetariani. L'alimentazione di base si compone di pasta e di riso, di zuppa di legumi, di soia accompagnata da frutta e altri legumi. Un'alimentazione comprendente latte e formaggi viene proposta a ogni pasto per i bambini al fine di aumentare l'apporto di proteine. La fattoria, che ospita anche una scuola, produce il cibo necessario alla sopravvivenza degli abitanti della comunità, costituita da circa 50 persone.